# Rock Lee
Rock Lee (ロック・リー, Rokku Rī) é um personagem fictício da série de mangá Naruto, e sua adaptação em anime, criado por Masashi Kishimoto. No mangá e no anime, Lee é um ninja afiliado a Vila Oculta da Folha e um membro do Time Guy, que consiste em si mesmo, Neji Hyuga, Tenten, e Might Guy—o líder da equipe. Incapaz de usar a maioria das técnicas ninja, Lee se dedica exclusivamente ao uso de taijutsu, técnicas similares as artes marciais. Lee sonha em se tornar um "ninja esplêndido" apesar de suas inabilidades. Lee aparece em várias mídias de Naruto, incluindo o terceiro e quarto filmes da série, o terceiro OVA e vários jogos eletrônicos.
As publicações especializadas em mangá e anime proporcionaram elogios e críticas a respeito do personagem. O portal IGN comparou Lee com Bruce Lee e Noel Gallagher, e o site Anime News Network chamou Lee de o "personagem pateta mais bonito" da série. Kishimoto considera Lee seu personagem favorito de desenhar, e primeiramente o criou para simbolizar a fraqueza humana. Lee é popular entre a base de leitores de Naruto, tendo alcançado as mais altas posições em rankings de várias pesquisas de popularidade. Vários produtos baseados no personagem foram lançados, que incluem desde figuras de ação a bichos de pelúcia.

## Criação e concepção
Em uma entrevista no livro Naruto Anime Profiles, Volume 1: Episodes 1-37, Masashi Kishimoto afirmou que gosta de desenhar Lee mais do que qualquer outro personagem da série. Ao criar a aparência de Lee, Kishimoto desejava que ele carregasse consigo uma variedade de armas, incluindo um nunchaku; no entanto, devido a restrições de tempo durante a criação da série, ele foi incapaz de fazê-lo. Kishimoto observou que criou Rock Lee para simbolizar a fraqueza humana; o mesmo ocorre com a personagem Sakura Haruno. Kishimoto ficou surpreso com a popularidade de Lee entre os fãs. Ele pretendia escrever mais sobre ele, mas nunca achou um momento certo para tal.

## Aparições

### EmNaruto

Quando abre os portões do chakra, a pele de Lee fica vermelha e o poder e a velocidade de suas técnicas de taijutsu são aprimoradas.

#### Parte I
Rock Lee é um ninja da Vila Oculta da Folha e parte do Time Guy, um grupo de quatro pessoas lideradas por Might Guy. Devido a determinação de Lee em se tornar mais forte apesar de sua inabilidade em realizar técnicas ninjas básicas, Guy cria um interesse pessoal nele, decidindo ajudá-lo a alcançar seu sonho de se tornar um ninja poderoso usando apenas o combate corpo-a-corpo (taijutsu). E essa relação faz com que Lee adquira muitas das características (como a roupa e o corte de cabelo) de seu mentor. Lee tem como objetivo superar as habilidades naturais dos outros ninjas com esforço e paixão, especialmente Neji, que é considerado um "gênio natural" por muitos na vila. Lee aparece pela primeira na série como um participante do Exame Chunin, um exame que ocorre duas vezes por ano para ninjas que desejam aumentar sua classificação, no qual luta contra Gaara, um ninja da Vila Oculta da Areia. Na luta, Lee excede os oito portões que controlam os limites do uso de chakra, aumentando suas habilidades naturais ao custo de sua saúde. No fim, Gaara o derrota e quebra seu braço e sua perna esquerda, impossibilitando Lee de continuar a ser um ninja.
Quando Tsunade, uma ninja médica, começa a liderar a sua vila tornando-se a quinta Hokage, ela se oferece para operá-lo. Apesar da chance de falha do procedimento ser de cinquenta por cento, Guy incentiva Lee a fazer a operação. Em última instância, Lee sofre a cirurgia, e consegue curar seu braço e sua perna. Após a operação, Lee se junta ao grupo de ninjas liderados por Shikamaru Nara que tenta impedir que Sasuke Uchiha abandone a Vila da Folha e vá para a Vila Oculta do Som. Nessa missão, Lee enfrenta o ninja do Som Kimimaro e usa a técnica Punho Forte, na qual, após beber saquê e ficar ébrio, ele consegue desferir golpes imprevisíveis. Quando Kimimaro está à beira de derrotar Lee, Gaara intervém, continuando a batalha.

#### Parte II
Na Parte II da série, Lee obtém o ranking chunin e é enviado com sua equipe para ajudar a salvar Gaara, após seu sequestro pela organização criminosa Akatsuki. Durante os eventos da Quarta Guerra Ninja, Lee é designado para a Terceira Divisão e ajuda a combater o exército revivido por Kabuto Yakushi, posteriormente auxiliando Naruto na luta contra Obito Uchiha e Madara Uchiha. Anos após a guerra, Lee se casa com TenTen e tem um filho chamado Metal Lee. No epílogo, Lee é visto pela última vez muitos anos mais tarde, treinando com seu filho. Em Boruto: Naruto the Movie, Lee hospeda a terceira fase do Exame Chunin.

### Em outras mídias
Lee fez várias aparições fora do mangá e do anime Naruto. No terceiro filme da série, Gekijōban Naruto: Dai Koufun! Mikazuki Jima no Animal Panic Dattebayo!, aparece como um membro do Time 7 durante o filme. No quarto filme, que ocorre na Parte II, Naruto Uzumaki, Sakura Haruno, Neji Hyuga e Lee são designados para escoltar a jovem Shion, que precisa realizar um ritual para selar um exército demoníaco. Lee também aparece no terceiro OVA, participando de um torneio.
Lee é um personagem jogável em quase todos os jogos eletrônicos de Naruto, incluindo as séries Clash of Ninja e Ultimate Ninja. Em alguns jogos, ele utiliza variações de suas técnicas não vistas no anime e no mangá. Naruto Shippūden: Gekitō Ninja Taisen! EX marca sua primeira aparição em um jogo eletrônico que a história se passa na Parte II. Rock Lee também é o personagem principal de um mangá spin-off de Kenji Taira que segue seu treinamento em desventuras cômicas. O mangá foi adaptado em uma série de anime intitulada Rock Lee no Seishun Full-Power Ninden.

## Recepção
Nas enquetes oficiais de popularidade da Shonen Jump, Lee se manteve popular, estando entre os dez mais populares constantemente e alcançando o quinto lugar uma vez. Mas durante a Parte II, Lee perdeu seu status dos dez mais populares. Em uma entrevista, Thiago Keplmair, dublador de Lee da dublagem brasileira, disse que gosta do personagem por se identificar com a sua personalidade e que o personagem também o cativa pois ele "não se contenta com o limite, quer sempre ir além". Devido à popularidade de Lee, várias mídias baseadas no personagem foram lançadas incluindo figuras de ação de suas aparições na Parte I e Parte II, bichos de pelúcias e chaveiros.
As publicações especializadas em mangá e anime proporcionaram elogios e críticas a respeito do personagem. A.E. Sparrow, da IGN, disse que Lee era um de seus personagens favoritos na série e comparou sua personalidade com a de Bruce Lee e Noel Gallagher. Seu companheiro e editor Ramsey Isler classificou-o como o melhor personagem da série e disse que ele "era o verdadeiro oprimido" desta. Isler acrescentou, "Talvez um pouco intenso demais, mas sempre ferozmente dedicado à sua causa, Rock Lee adicionou todos os tipos de sabor à série." No entanto, o perfil de Rock Lee no IGN o descreve como "bondoso rígido" por causa de seu comportamento muito educado. Active Anime comemorou a introdução de Lee na série como um alívio cômico para a crescente tensão da história naquele momento. Anime Insider listou-o em sua lista dos cinco principais "heróis de coração puro" de anime e mangá, o colocando na quinta posição. Insider elogiou-o por "nunca desistir, mesmo em ser uma pessoa sem ter os poderes reais de um ninja".
Anime News Network referiu-se a Lee como a "estrela do arco do Exame Chunin", e afirmou que ele "quase sozinho salvou o arco de ser convertido em um lixo divertido, mas ainda assim descartável". Sua luta contra Gaara no exame foi listada como a segunda melhor luta em animes por AnimeCentral. Anime News Network também chamou Lee de "o personagem mais atraente" na série e elogiou a "sensibilidade visual ninja-punk" de Kishimoto, que permitiu que ele ficasse "muito legal quando ele começa a lutar". Nos NEO Awards 2007 da revista Neo, Rock Lee ganhou na categoria "Melhor Personagem de Anime". Ele também foi listado como uma das três "Menções Honrosas" de Naruto pela Danica Davidson de Wizard Entertainment, com comentários do artigo sendo focados na determinação de Lee.